# Багратионово (Крым)
Багратио́ново (до 1948 года Конра́т; укр. Багратіонове, крымскотат. Qoñrat, Къонърат) — исчезнувшее село в Черноморском районе Республики Крым, располагавшееся в центре района, в степной части Крыма, примерно в 4 километрах юго-восточнее современного села Кузнецкое.

### Динамика численности населения
| - 1806 год — 48 чел. - 1864 год — 11 чел. - 1889 год — 116 чел. - 1892 год — 60 чел. | - 1900 год — 41 чел. - 1915 год — 42/90 чел. - 1926 год — 95 чел. |

## История
Идентифицировать Конрат среди названий деревень, зачастую сильно искажённых, в Камеральном Описании Крыма… 1784 года пока не удалось. После присоединения Крыма к России (8) 19 апреля 1783 года, (8) 19 февраля 1784 года, именным указом Екатерины II сенату, на территории бывшего Крымского ханства была образована Таврическая область и деревня была приписана к Евпаторийскому уезду. После павловских реформ, с 1796 по 1802 год входила в Акмечетский уезд Новороссийской губернии. По новому административному делению, после создания 8 (20) октября 1802 года Таврической губернии, Конрат был включён в состав Яшпетской волости Евпаторийского уезда.
По Ведомости о волостях и селениях, в Евпаторийском уезде с показанием числа дворов и душ… от 19 апреля 1806 года, в деревне Конрат числилось 4 двора и 48 жителей крымских татар. На военно-топографической карте генерал-майора Мухина 1817 года деревня Конрат обозначена с 9 дворами. После реформы волостного деления 1829 года Конрат, согласно "Ведомости о казённых волостях Таврической губернии 1829 года ", остался в составе Яшпекской волости. На карте 1836 года в деревне 2 двора, а на карте 1842 года Конрат обозначен условным знаком «малая деревня» (это означает, что в ней насчитывалось менее 5 дворов).
В 1860-х годах, после земской реформы Александра II, деревню приписали к Курман-Аджинской волости. Согласно «Памятной книжке Таврической губернии за 1867 год», деревня Конрат была покинута жителями в 1860—1864 годах, в результате эмиграции крымских татар, особенно массовой после Крымской войны 1853—1856 годов, в Турцию и заселена малороссийскими крестьянами и городскими мещанами. В «Списке населённых мест Таврической губернии по сведениям 1864 года», составленном по результатам VIII ревизии 1864 года, Конрат — уже владельческая русская деревня, с 4 дворами и 11 жителями. На трёхверстовой карте 1865—1876 года в деревне Конрат также значатся 4 двора. Согласно изданной в 1886 году «Справочной книжке о приходах и храмах Таврической епархии…» епископа Гермогена, в деревне Комрат проживало смешанное русско-татарское население. В «Памятной книге Таврической губернии 1889 года», включившей результаты Х ревизии 1887 года, записана деревня Конрат-Тархан, в которой числилось 20 дворов и 116 жителей. Согласно «…Памятной книжке Таврической губернии на 1892 год», в деревне Конрад, входившей в Киркулачский участок, было 60 жителей в 12 домохозяйствах.
Земская реформа 1890-х годов в Евпаторийском уезде прошла позже остальных; в результате Конрат приписали к Кунанской волости. По «…Памятной книжке Таврической губернии на 1900 год» на хуторе Конрат числился 41 житель в 5 дворах. По Статистическому справочнику Таврической губернии. Ч.II-я. Статистический очерк, выпуск пятый Евпаторийский уезд, 1915 год, в деревне Конрат Кунанской волости Евпаторийского уезда числилось 20 дворов (2 двора с землёй, 18 — безземельные) с русским населением в количестве 42 человек приписных жителей и 90 — «посторонних», из которых 60 мужчин и 77 женщин. Жители владели 1600 десятинами удобной земли. В хозяйствах имелось 64 лошади, 50 волов, 12 коров и 2000 голов мелкого скота (согласно энциклопедическому словарю «Немцы России» — немецкая деревня, с населением 132 человека).
После установления в Крыму Советской власти, по постановлению Крымревкома от 8 января 1921 года № 206 «Об изменении административных границ» была упразднена волостная система и образован Евпаторийский уезд, в котором создан Ак-Мечетского района, и село вошло в его состав, а в 1922 году уезды получили название округов. 11 октября 1923 года, согласно постановлению ВЦИК, в административное деление Крымской АССР были внесены изменения, в результате которых округа были отменены, Ак-Мечетский район упразднён, а село вошло в состав Евпаторийского района. Согласно Списку населённых пунктов Крымской АССР по Всесоюзной переписи 17 декабря 1926 года, в селе Конрат, в составе упразднённого к 1940 году Сабанчинского сельсовета Евпаторийского района, числился 21 двор, все крестьянские, население составляло 95 человек, все русские. Согласно постановлению КрымЦИКа от 30 октября 1930 года «О реорганизации сети районов Крымской АССР», был восстановлен Ак-Мечетский район (по другим данным, 15 сентября 1931 года), и село вновь включили в его состав.
С 25 июня 1946 года Конрат в составе Крымской области РСФСР. Указом Президиума Верховного Совета РСФСР от 18 мая 1948 года Конрат переименовали в Багратионово. 26 апреля 1954 года Крымская область была передана из состава РСФСР в состав УССР. С начала 1950-х годов, в ходе второй волны переселения (в свете постановления № ГОКО-6372с «О переселении колхозников в районы Крыма»), в Черноморский район приезжали переселенцы из различных областей Украины. Время включения в состав Межводненского сельсовета пока не установлено: на 15 июня 1960 года село уже числилось в его составе. Ликвидировано в период между 1968 годом, когда село ещё числилось в составе Межводненского сельского совета и 1977 годом, когда Багратионово уже числилось в списке упразднённых.